# Edward Zwick
 (septembre 2022).
Si vous disposez d'ouvrages ou d'articles de référence ou si vous connaissez des sites web de qualité traitant du thème abordé ici, merci de compléter l'article en donnant les références utiles à sa vérifiabilité et en les liant à la section « Notes et références ».
Pour les articles homonymes, voir Zwick.
Edward Zwick est un réalisateur, producteur et scénariste américain, né le 8 octobre 1952 à Chicago.
Il est le producteur de la série télévisée Family qu'il réalise également (1976) avant de se lancer dans le cinéma avec À propos d'hier soir... (About Last Night, 1986). Il réalise Glory en 1989, épopée retraçant l'engagement des Noirs dans la guerre de Sécession, film pour lequel Denzel Washington remporta l'Oscar du meilleur second rôle. Edward Zwick réalise ensuite entre autres Légendes d'automne (Legends of the Fall, 1994) avec Brad Pitt et Anthony Hopkins, Couvre-feu (The Siege, 1998) avec Denzel Washington et Bruce Willis, Le Dernier Samouraï (The Last Samouraï, 2003) avec Tom Cruise et Ken Watanabe, Blood Diamond (2006) avec Leonardo DiCaprio et Djimon Hounsou et Les Insurgés (Defiance, 2009) avec Daniel Craig.

## Biographie
Edward Zwick est né dans une famille juive à Chicago (Illinois) ; il est le fils de Ruth Ellen (née Reich) et Allen Zwick. Il a étudié à New Trier High School (en) et obtenu un Bachelor of Arts à Harvard en 1974.
Après une formation théâtrale, Edward Zwick rejoint l'American Film Institute dès 1975 puis commence à se faire remarquer par ses courts-métrages et son travail à la télévision comme producteur et réalisateur sur la série Family. Au début des années 80, il rencontre Marshall Herskovitz : ce dernier devient rapidement son premier collaborateur, sur petit écran tout d'abord avec la série Génération Pub, puis au cinéma via leur société The Bedford Falls Company (à travers laquelle ils développent également certains programmes télévisés).
En 1986, Edward Zwick fait ses grands débuts derrière la caméra avec la comédie À propos d'hier soir, dans lequel il dirige de tous jeunes Rob Lowe et Demi Moore. Cinéaste rare, il ne retrouve le chemin des plateaux qu'en 1989 avec le drame militaire et historique Glory, sur le premier bataillon d'Américains de couleur durant la Guerre de Sécession. Récompensé par trois Oscars, le film révèle Denzel Washington, lauréat de la statuette du Meilleur second rôle.
Après le road-movie au féminin Leaving normal (1992), qui subit la concurrence de Thelma et Louise, il retrouve le genre historique et épique en 1994 avec Légendes d'automne, porté par Brad Pitt et Anthony Hopkins. Deux ans plus tard, il plonge Meg Ryan au cœur de la guerre du Golfe avec A l'épreuve du feu, et retrouve à cette occasion Denzel Washington. Il collaborera une troisième fois avec l'acteur en 1998 sur le thriller politique Couvre-feu.
Parallèlement à sa carrière de réalisateur, Edward Zwick n'oublie pas de coiffer sa casquette de producteur et produit notamment Shakespeare in Love, Traffic, Sam je suis Sam et Abandon. Absent derrière l'objectif durant cinq ans, il revient sur le devant de la scène en 2003 avec une nouvelle production d'envergure, Le Dernier Samouraï, qui plonge Tom Cruise dans le Japon de la fin du XIXe siècle. En 2006, il dirige Leonardo DiCaprio, Djimon Hounsou et Jennifer Connelly dans l'engagé Blood Diamond, thriller sur fond de contrebande de diamants en Afrique. CMT dévoile mi-2016 que Edward Zwick sera scénariste sur la saison 5 de la série Nashville avec son collaborateur de toujours : Marshall Herskovitz.

## Filmographie

### Comme réalisateur

#### Cinéma
- 1976 : Timothy and the Angel (court métrage)
- 1986 : À propos d'hier soir... (About Last Night...)
- 1989 : Glory
- 1992 : Leaving Normal
- 1994 : Légendes d'automne (Legends of the Fall)
- 1996 : À l'épreuve du feu (Courage Under Fire)
- 1998 : Couvre-feu (The Siege)
- 2003 : Le Dernier Samouraï (The Last Samurai)
- 2006 : Blood Diamond
- 2008 : Les Insurgés (Defiance)
- 2010 : Love, et autres drogues (Love and Other Drugs)
- 2014 : Le Prodige (Pawn Sacrifice)
- 2016 : Jack Reacher: Never Go Back
- 2018 : L'Épreuve du feu (Trial by Fire)

#### Télévision
- 1976-1980 : Family (série télévisée)
- 1982 : Des poupées de magazine (Paper Dolls) (téléfilm)
- 1982 : Having It All (téléfilm)
- 1983 : Bulletin spécial (Special Bulletin) (téléfilm)
- 1985 : The Best Times (série télévisée), épisode 1 Making Out
- 1985 : Insiders (série télévisée), épisode pilote
- 1987-1990 : Génération Pub (thirtysomething) (série télévisée), 3 épisodes
- 1996 : Relativity (série télévisée), épisode 11 Unsilent Night
- 1999-2002 : Deuxième Chance (Once and Again) (série télévisée), 4 épisodes
- 2005 : 1/4life (téléfilm)
- 2020 : Away (série télévisée), épisode 1 Go

### Comme producteur
- 1979-1980 : Family (série télévisée)
- 1983 : Bulletin spécial (Special Bulletin) de lui-même (téléfilm)
- 1987 : CBS Summer Playhouse, épisode 6 Sawdust (série télévisée)
- 1987-1991 : Génération Pub (thirtysomething), cocréée avec Marshall Herskovitz (série télévisée)
- 1989 : Dream Street (série télévisée)
- 1990 : Extreme Close-Up de Peter Horton (téléfilm)
- 1994 : Légendes d'automne (Legends of the Fall) de lui-même
- 1994-1995 : Angela, 15 ans (My So-Called Life), de Winnie Holzman (série télévisée)
- 1996 : Relativity de Jason Katims (série télévisée)
- 1998 : La Courtisane (Dangerous Beauty) de Marshall Herskovitz
- 1998 : Couvre-feu (The Siege) de lui-même
- 1998 : Shakespeare in Love de John Madden
- 1999-2002 : Deuxième chance (Once and Again), cocréé avec Marshall Herskovitz (série télévisée)
- 2000 : Traffic de Steven Soderbergh
- 2000 : The Only Living Boy in New York de Bart Freundlich (téléfilm)
- 2001 : Sam, je suis Sam (I Am Sam) de Jessie Nelson
- 2002 : Cowboys and Idiots (Lone Star State of Mind) de David Semel
- 2002 : Women vs. Men de Chazz Palminteri (téléfilm)
- 2002 : Abandon de Stephen Gaghan
- 2003 : Le Dernier Samouraï (The Last Samurai) de lui-même
- 2005 : 1/4life (téléfilm) de lui-même
- 2006 : Blood Diamond de lui-même
- 2008 : Les Insurgés (Defiance) de lui-même
- 2008 : Quarterlife (série télévisée)
- 2009 : A Marriage de Marshall Herskovitz (téléfilm)
- 2010 : Love, et autres drogues (Love and Other Drugs) de lui-même
- 2014 : Boys of Abu Ghraib de Luke Moran
- 2014 : About Alex de Jesse Zwick
- 2014 : Cut Bank de Matt Shakman
- 2014 : Le Prodige (Pawn Sacrifice) de lui-même
- 2016 : Naissance d'une nation (The Birth of a Nation) de Nate Parker
- 2016-2018 : Nashville (série télévisée)
- 2017 : Woman Walks Ahead de Susanna White
- 2017 : Silas de Hawa Essuman et Anjali Nayar
- 2018 : L'Épreuve du feu (Trial by Fire) de lui-même
- 2020 : Away (série télévisée)

### Comme scénariste
- 1976 : Family (série télévisée)
- 1998 : Couvre-feu (The Siege)
- 1999 : Deuxième Chance (Once and Again) (série télévisée)
- 2001 : America: A Tribute to Heroes, de Joel Gallen et Beth McCarthy-Miller (téléfilm)
- 2003 : Le Dernier Samouraï (The Last Samurai) de lui-même
- 2016 : La Grande Muraille (The Great Wall, 長城) de Zhang Yimou (histoire uniquement)